# Anuqet

La dea Anuqet.

Anuqet (anche nota come Anouké, Anouki, Anucè, Anucis, e in epoca ellenistica Istia, Estia, Vesta) è una divinità egizia, appartenente alla religione dell'antico Egitto. Era adorata come parte della Triade di Elefantina.

## Etimologia
In lingua egizia, era nota come Anuket, Anaka, o Anqet. Il suo nome significa la "Serratrice" o "Abbracciatrice". In greco, divenne Anoukis (Ανουκις), talvolta anche reso come Anukis. Nella interpretatio graeca, era considerata l'equivalente di Estia o Vesta.

## Descrizione
Anuqet viene raffigurata come una giovane donna con un'alta corona di piume, uno scettro ed un ankh sulla sua sommità..
A lei sacre la gazzella, la piume e la freccia.
Verso la fine del Nuovo Regno viene associata, anche, alla fertilità, all'allattamento e al desiderio, rappresentata da simboli sessuali come la "vulva".

## Culto

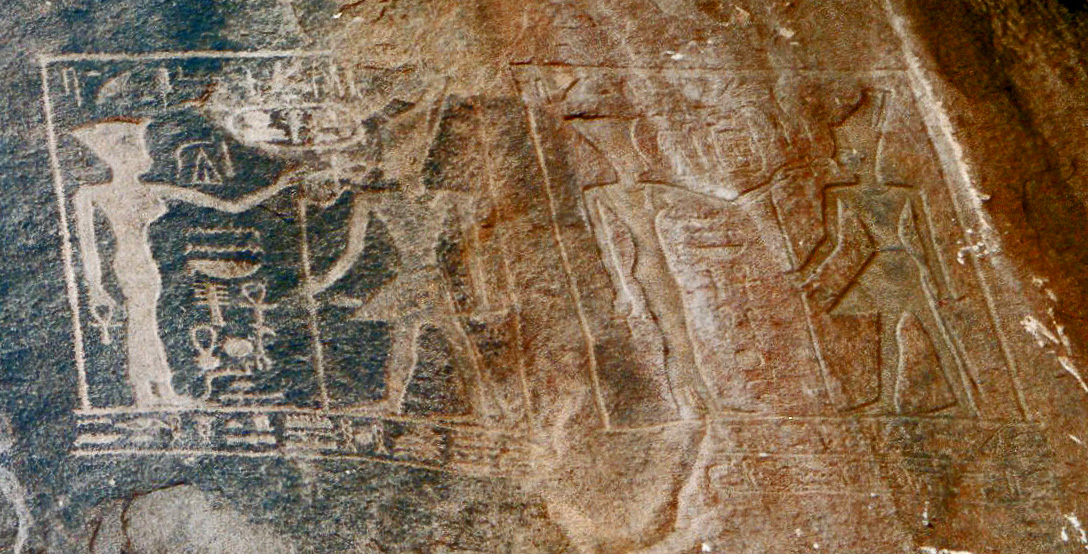
Basso rilievo del faraone Senusret III e del faraone Neferhotep I Khaskhemre nella Cappella di Sehel.

Anuqet formava con sua sorella Satet ed il dio Khnum la cosiddetta triade di Elefantina, considerata protettrice delle acque del Nilo, delle cataratte e della Nubia settentrionale.
Anuqet compariva, anche, nelle rappresentazioni funebri insieme a Tueret, divinità rappresentante i canneti del delta del Nilo, simboleggiando i deserti del sud. In tale rappresentazione le due dee racchiudevano l'intera vallata del Nilo (nella parte che costituisce l'Egitto).

## Cerimonie
Il festival del culto di Elefantina si teneva durante Shemu la stagione del raccolto, tra maggio e settembre. Le festività si prolungavano per alcuni giorni in cui processioni, preziose offerte e copiosi banchetti a base di pesce ne erano i protagonisti.

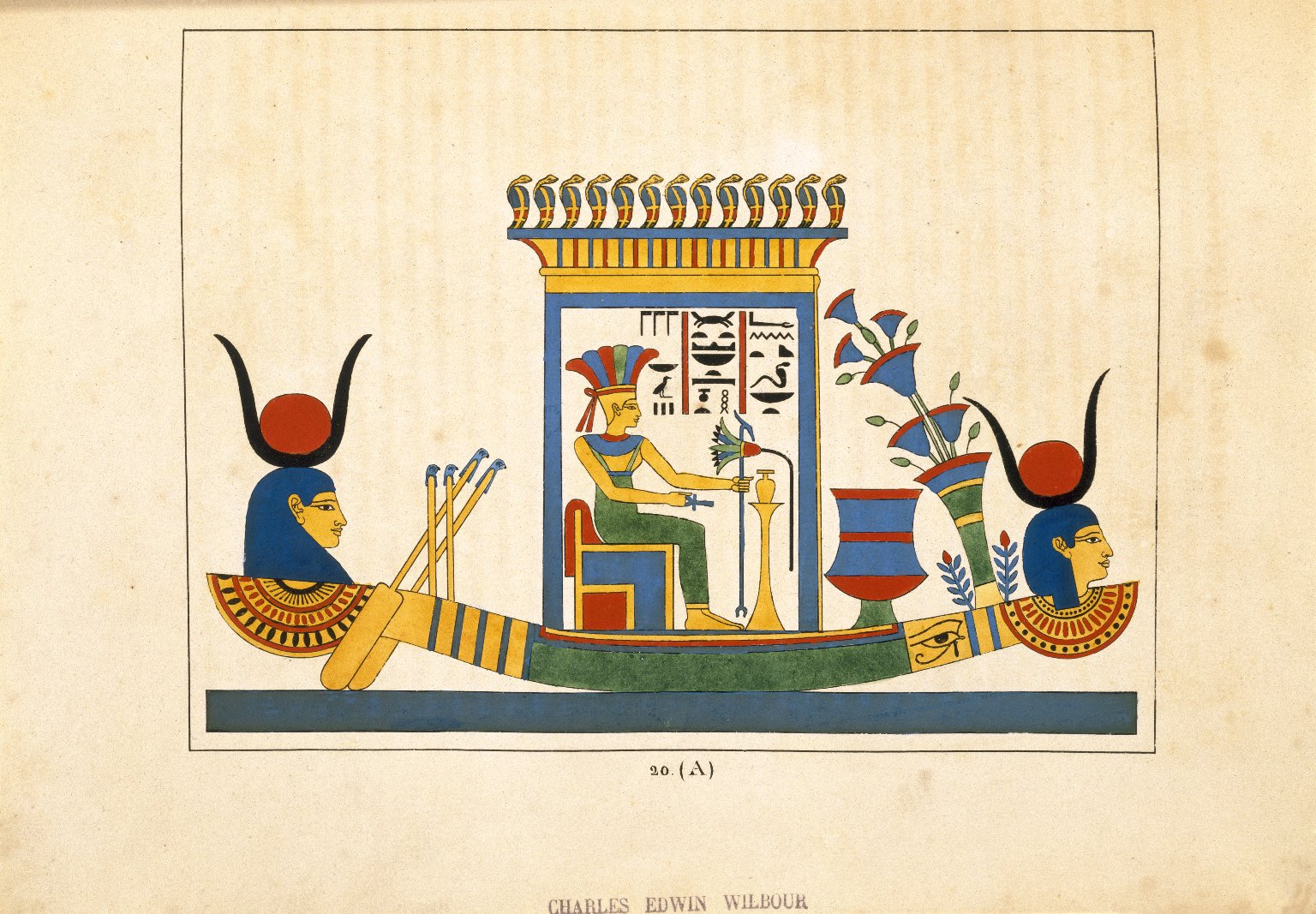
Anuqet (anche nota come Anouké, Anouki, Anucè, Anucis, Istia, Estia, Vesta), N372.2, Brooklyn Museum

## Epiteti
- Signora[8]

## Templi
Sull'isola di Elefantina:
- Tempio della triade.

Sull'isola di Sehel: 
- Cappella per la dea costruita durante la XIII dinastia dal  faraone Sobekhotep III.
- Cappella per la dea costruita durante la XVIII dinastia  dal  faraone Amenhotep II [9].